# Athanase V de Jérusalem
Athanase V (en grec : Άθανάσιος E'), né à Andrinople - mort en 1844, fut patriarche orthodoxe de Jérusalem du 27 janvier 1827 au 28 décembre 1844.